# لجنة تنظيم نيران البراري
لجنة تنظيم نيران البراري (بالإنجليزية: Prairie Fire Organizing Committee) هي مجموعة من النشطاء الذين يدعون إلى الإطاحة بالنظام الرأسمالي الحالي باعتباره الحل الوحيد للقضاء على العنصرية، والتمييز الجنسي، ورهاب المثلية، والطبقية، والإمبريالية. ويعتقد أعضاء المجموعة أن جميع أشكال القمع قد شكلتها حكومة الولايات المتحدة. وتدعي اللجنة أنها تمتلك تاريخًا طويلاً من النضال من أجل حقوق جميع الأشخاص. وهي تعارض سيادة البيض بجميع أشكالها، وتعتقد أنها لا تزال قائمة من خلال بعض الممارسات مثل التنميط العنصري. وتدعو إلى الاهتمام بالسجناء الذين تعتبرهم سجناء سياسيين وتقول «نحن نعلم أنه يوجد ما يقرب من 100 رجل وامرأة في السجون الأمريكية لأنهم تجرأوا على النضال من أجل تحرير الشعوب المضطهدة». وعادةً ما يكون أعضاء المجموعة نشطاء في مكافحة الإمبريالية الأمريكية. وينبع عملهم من منطلق أنه طالما ظلت الولايات المتحدة في موقعها الذي تشغله في العالم اليوم فلن ينعم أي شخص بالحرية والسلام.

## نيران البراري: السياسات الثورية المعادية للإمبريالية
بدأت منظمة نيران البراري عام 1975. وقد نشأت المنظمة من الجماعة المتشددة المعروفة باسم خبير الأرصاد الجوية. قام أعضاء المجموعة، بيرنارداين دورن، وبيل أيرز، وجيف جونز، وسيليا سوجورن (أسماء مستعارة لعدة أشخاص لم تذكر أسماءهم)، بتأليف كتاب من ستة أجزاء بعنوان نيران البراري: السياسات الثورية المعادية للإمبريالية (1974)، ويتألف من مجموعة أقسام بعنوان «تسليح الروح»، و«فيتنام»، و«على الطريق: انطباعات من تاريخ الولايات المتحدة»، و«الإمبريالية في أزمة: العالم الثالث»، و«الإمبريالية في أزمة: الجبهة الداخلية»، و«مكافحة العدو المشترك». استغرق إعداد الكتاب 12 شهرًا، وكُتب بشكل تعاوني وتم اعتماده بوصفه بيانًا جماعيًا من منظمة الأرصاد الجوية السرية. وذكر مارك رود أن الكتاب «كان محاولة للتأثير على الحركة التي تخلينا عنها في عام 1969. وقد حاول الوصول إلى عدة آلاف من اليساريين الجدد والسابقين بالقول، (لا تيأس، نحن جميعًا جزء من نفس الشيء)». ويفسر بيل أيرز أن منظمة نيران البراري هي «محاولة لتلخيص تفكيرنا منذ صدور مقال خبير الأرصاد الجوية وخاصة منذ حادثة البيت الريفي. ومن خلالها كنا نأمل في تعزيز التنظيم السياسي الخاص بنا، والتوصل إلى وحدة وطنية مع النشطاء المتحررين». ويشير أيرز إلى انفجار المنزل الريفي في قرية غرينوش عام 1970 والذي قتل فيه 3 أعضاء من منظمة خبراء الأرصاد الجوية، وهم ديانا أوتون، وتيودور جولد، وتيري روبنز. وكان الكتاب دعوة للتنظيم. وقد كان محاولة من منظمة الأرصاد الجوية السرية لطرح الأسئلة التي تواجهها جميع الجماعات الثورية وتطبيق الدروس المستفادة من الجماعات الثورية السابقة في المعركة الحالية ضد الإمبريالية. ومن خلال تأليف هذا الكتاب، طلبت منظمة الأرصاد الجوية السرية المساعدة من المجتمع العلني في توزيع الكتاب بما في ذلك فان ليديجراف وجنيفر دورن. وهكذا تم إنشاء لجنة توزيع نيران البراري والتي أصبحت في وقت لاحق لجنة تنظيم نيران البراري.

## معلومات تاريخية
في عام 1974 قام العديد من أعضاء مجموعة الأرصاد الجوية السرية بتأليف كتاب نيران البراري: السياسات الثورية المعادية للإمبريالية. في ذلك الوقت، بدأت مجموعات النقاش مناقشة القضايا التي أثارها الكتاب. وكان هناك أيضًا حاجة إلى مساعدة الأشخاص من المجتمع العلني في توزيع الكتاب للآخرين. وفي عام 1979، وضع انتصار الجبهة الساندينية للتحرير الوطني في نيكاراغوا وحرب الشعب بقيادة جبهة فارابوندو مارتي للتحرير الوطني في السلفادور المثل العليا للمجتمع العادل في مركز الاهتمام. وفي ثمانينيات القرن العشرين، كانت هناك حركة التضامن الكبير التي نشأت في الولايات المتحدة ردًا على التدخل العسكري الأمريكي في أمريكا الوسطى. وشاركت لجنة تنظيم نيران البراري فيها مشاركة كبيرة. في عام 1980، اعتقلت الحكومة الأمريكية أحد عشر شخصًا من سكان بورتوريكو، وهم أعضاء في (Fuerzas Armadas de Liberacion Nacional) القوات المسلحة للتحرير الوطني (FALN)، الذين كانوا يرتكبون أعمال إرهاب لحصول بورتوريكو على الاستقلال. عملت نيران البراري كتحالفات مع حركة استقلال بورتوريكو للمطالبة بإطلاق سراح السجناء. ومنذ عام 1984 شاركت نيران البراري في اليوم العالمي للمرأة السنوي الذي يقام يوم 8 مارس في شيكاغو. ويشارك أعضاء في المسيرات والبرامج القائمة حول هذا الحدث. وفي تسعينيات القرن العشرين، انضمت نيران البراري إلى ائتلاف العمل النسائي (WAC)، لاتخاذ إجراءات مباشرة ضد التمييز الجنسي من خلال النضال من أجل حصول المرأة على حقها في جسدها والذهاب إلى العيادات النسائية. وفي عام 1996، دشنت نيران البراري (ائتلاف ليس على قائمة الضيوف) الذي نظم مظاهرة في المؤتمر الوطني الديمقراطي في شيكاغو. وقد ركزت المظاهرة اهتمامها على عقوبة الإعدام، والعنصرية، والطبقية في إطار نظام العدالة الجنائية، والإفراج عن السجناء السياسيين داخل السجون الأمريكية. وحاليًا، تعمل نيران البراري أيضًا مع آلاف الأشخاص في الولايات المتحدة احتجاجًا على الحرب ضد العراق ولديها أنشطة في العديد من المجالات الأخرى للقضايا المجتمعية السائدة في المجتمع العالمي.

## وصلات خارجية
- http://www.prairiefire.org/ نسخة محفوظة 2 نوفمبر 2013 على موقع واي باك مشين.
- Prairie fire : the politics of revolutionary anti-imperialism : the political statement of the Weather Underground [San Francisco] : Communications Co., 1975
- http://www.pfocarchive.org/
- http://www.search.freedomarchives.org/search.php?s=prairie+fire+organizing+committee